# 181419 Dragonera
181419 Dragonera este o planetă minoră (asteroid), cu un diametru de 4,029 km, din centura de asteroizi. A fost descoperită pe 28 septembrie 2006 la Observatorio Astronómico de La Sagra⁠(d) de Observatorul Astronomic din Mallorca⁠(d). 
Obiectul prezintă o orbită caracterizată de o semiaxă mare de 2,7020546829277 UAi, o excentricitate de 0,23, o înclinație de 9,8 ° în raport cu ecliptica.